# Charaxes xiphares
Charaxes xiphares is een vlinder uit de familie van de Nymphalidae. De wetenschappelijke naam van de soort is voor het eerst geldig gepubliceerd in 1781 door Pieter Cramer.